# Ерде (Райхштейн) Давид Ізраїлевич
Давид Ізраїлевич Ерде (Райхштейн) (1 серпня 1894, Бердичів — 26 лютого 1982, Москва) — журналіст, комісар у справах друку Народного секретаріату УНР (1918), керівник українського відділення Російського телеграфного агентства (нині — Укрінформ).

## Біографія
Народився в 1894 р. Працював журналістом.
Працюючи журналістом в Харкові, Ерде залишив такі спогади про появу цілої групи нових видань на початку 1917 "Вийшли і швидко зникли газети — одноденки: " Известия республіканців — військових Народної Армії ", " Воїн — республіканець "та ін. Власними друкованими органами, які відразу ставали на солідну ногу, поспішали обзавестися меншовики та есери "
У 1917 р був одним з редакторів газети «Пролетар». Після її закриття співпрацював з газетою «Донецький пролетар», але не прижився в ній, демонстративно вийшовши з редколегії 10 січня 1918, після чого обмежився скромною посадою секретаря міської райкому РСДРП (б) в Харкові.
У короткий період перебування більшовицького ЦВК України в Харкові побував на посаді комісара у справах друку, відзначився низкою одіозних постанов, зокрема, про заборону детективної літератури.
У 1920 р. очолював українське відділення Російського телеграфного агентства (нині — Укрінформ). Збереглися спогади про те, як Ерде боявся дозволити виступ Єсеніна, побоюючись «контрреволюції».
У сталінські часи громив ворогів народу в різних ЗМІ зокрема, нашуміла його стаття в «Літературній газеті» «Академія наук не займається історією СРСР» в 1948 г. Довго працював в «Известиях».
Помер в 1981 р., обласканий радянською владою, в чині ветеран КПРС.

## Твори
Залишив масу мемуарів і пропагандистських брошур, левова частка з яких була пізніше знищена і зараз є бібліографічною рідкістю:
- Эрдэ Д. И. Максим Горький и интеллигенеция. — М.: Изд-во 9 янв., 1923. — 32 с, 3000 экз.;
- Эрде Д. И. Большевики в годы империалистической войны. — Харьков, 1930;
- Эрде Д. И. 9 термидора в исторической литературе. — М.; Л., 1931;
- Эрде Д. И. Февраль как пролог Октября. — Харьков, 1931[4]
- Эрдэ Д. И. Прэ крэнто газдыпэ. — Москва, 1931. — 47 с. (ромською мовою)
- Эрдэ Д. И. Революция на Украине: от керенщины до немецкой оккупации / Д. Эрдэ. — [Харьков]: Пролетарий, 1927. — 272 с.
- Эрдэ Д. И. Неграмотность и борьба с ней. Х., 1924.
- Эрдэ Д. И. Годы бури и натиска. Кн.1: На Левобережьи: 1917. — Х., 1923.
- Эрдэ Д. И. Какие партии были в России. Меньшевики / Д. Эрде ; Под общ.ред. В. Юдовский . — 2-е изд . — Харків: Пролетарий, 1930 . — 95 с.
- Эрдэ Д. И. За полярным кругом. Дневник экскурсанта. Библиотека `Огонек` N 395 М Акц. Изд. О-во Огонек 1928г. 44 с.
- Эрдэ Д. И. Большевики в годы империалистической войны. [Харьков], «Пролетарий», 1930. 110 с.
- Эрдэ Д. И. Ленин и неграмотность. Х., 1924
- Эрдэ Д. И. Политическая программа анархо-махновщины // Летопись революции. — 1930, № 2
- Эрдэ Д. И. 1905 ий / Д. Эрдэ; В. Мухин кусарэн. — М.: ССР Ушэм Калык-влак Ру|дö савыктыш, 1930. — 116,[1] с. (марыйською мовою)
- Эрдэ Д. И. тапы большого пути. — М., 1962.
- Эрдэ Д. И. Харьковский «Пролетарий». В сб. «Харьков в 1917». (Воспоминания активных участников Великой Октябрьской социалистической революции.) Харьков, 1957, стр. 131—165.

## Родина
Доводиться прадідом музичному продюсеру Віктору Радзієвському.